# When You Tell the World You're Mine
"When You Tell The World You're Mine" är en sång från 2010 texten är skriven av Jörgen Elofsson och musiken är skriven av Jörgen Elofsson & John Lundvik. Den uruppfördes av Björn Skifs och Agnes Carlsson under bröllopet mellan kronprinsessan Victoria och Daniel Westling i Storkyrkan den 19 juni 2010.
Låten testades på Svensktoppen, och tog sig in den 11 juli 2010 och låg sedan på listan i 41 veckor innan den åkte ur.
Låten fick som högst 863 poäng, när den låg etta, vilket är högsta poängen någonsin för en Svensktoppsetta. 
På Victoriadagen 2015 framförde John Lundvik själv låten tillsammans med sångerskan Kristin Amparo.

## Låtlista
Digital nerladdning
(släppt 20 juni 2010) (Roxy Recordings)
1. "When You Tell the World You're Mine" [Radio Edit] — 4:05

EP
(Släppt 21 juni 2010) (Roxy Recordings)
1. "When You Tell the World You're Mine" [Radio Edit] — 4:05
2. "Medley"
3. "Fanfare for Victoria, crown princess of Sweden"
4. "Hymn för sopran, kör och orkester" [Live from the wedding] —
5. "En vänlig grönskas rika dräkt (Psalm 201:1–3)" [Live from the wedding] —
6. "Vi lyfter våra hjärtan (Psalm 84:1–2)" [Live from the wedding] —
7. "When You Tell the World You're Mine" [Live from the wedding] — 4:05
8. "Praise the Lord with Drums and Cymbals" [The royal philharmonic orchestra] —
9. "When You Tell the World You're Mine" [Instrumental] — 4:05

## Utgivningshistorik
| Region  | Datum        | Format              | Skivmärke            |
| ------- | ------------ | ------------------- | -------------------- |
| Sverige | 20 juni 2010 | Digital nerladdning | Roxy Recordings      |
| Sverige | 21 juni 2010 | EP                  | Roxy Recordings      |
| Europa  | 21 juni 2010 | Digital nerladdning | Roxy Recordings      |
| *       | 19 juni 2010 | Noter               | Gehrmans Musikförlag |